# Portugisiska lånord i japanska
Det finns många portugisiska lånord i japanska språket. Portugal inrättade 1571 en hamn för handel i sydvästjapanska Nagasaki, och den staden förblev i lång tid ett centrum för västerländskt inflytande i Japan.
| Japanskt uttal                 | Skriftform på japanska         | Gammal portugisiska          | Modern portugisiska    | Betydelse på svenska                  |
| ------------------------------ | ------------------------------ | ---------------------------- | ---------------------- | ------------------------------------- |
| arukōru                        | アルコール                     | álcool                       | álcool                 | alkohol                               |
| bateren                        | 伴天連・破天連                 | padre                        | padre                  | präst                                 |
| battera                        | ばってら                       | bateira                      | barco                  | typ av sushi formad som en båt        |
| bīdama                         | ビー玉                         | vi(dro) + 玉 (dama = "bola") | berlinde, bola-de-gude | typ av pärla                          |
| biidoro                        | ビードロ                       | vidro                        | vidro                  | typ av glasartifakt                   |
| birōdo                         | ビロード or 天鵞絨             | veludo                       | veludo                 | sammet                                |
| bōro/bōru                      | ボーロ・ボール                 | bolo                         | bolo, bola             | typ av kex                            |
| botan                          | ボタン・釦・鈕                 | botão                        | botão                  | knapp                                 |
| buranko                        | ブランコ                       | balanço                      | balanço                | gunga                                 |
| charumera/charumeru            | チャルメラ・哨吶               | charamela                    | charamela              | skalmeja                              |
| chokki                         | チョッキ                       | jaque                        | jaqueta, colete        | väst                                  |
| furasuko                       | フラスコ                       | frasco                       | frasco                 | flaska                                |
| iesu                           | イエス                         | Jesu                         | Jesus                  | Jesus                                 |
| igirisu                        | イギリス・英吉利               | inglez                       | inglês                 | Storbritannien                        |
| iruman                         | イルマン・入満・伊留満・由婁漫 | irmão                        | irmão                  | missionär på väg att bli präst        |
| jouro                          | じょうろ・如雨露               | jarro                        | jarro                  | vattenkanna                           |
| juban/jiban                    | じゅばん・襦袢                 | jibão                        | roupa interior         | underkläder som bärs under en kimono  |
| kanakin/kanekin                | 金巾 ・ ▽かなきん ・ ▽かねきん | canequim                     | canequim               | ej blekt muslin                       |
| kantera/kandeya                | カンテラ・カンデヤ             | candeia, candela             | candeia                | levande ljus eller oljelampa          |
| kapitan                        | 甲比丹・甲必丹                 | capitão                      | capitão                | kapten                                |
| kappa                          | 合羽                           | capa                         | capa de chuva          | regnkläder                            |
| karuta                         | かるた・歌留多・加留多・骨牌   | cartas                       | cartas                 | spelkort                              |
| kasutera, kasuteera, kasuteira | カステラ                       | castella                     | castela                | sockerkaka                            |
| kirishitan                     | キリシタン・切支丹・吉利支丹   | christão                     | cristão                | kristna                               |
| kirisuto                       | キリスト eller 基督            | Christo                      | Cristo                 | Kristus                               |
| kompeitō                       | 金米糖・金平糖・金餅糖         | confeito                     | confeito               | typ av godis format som stjärnor      |
| koppu                          | コップ                         | copo                         | copo                   | kopp                                  |
| kurusu                         | クルス                         | cruz                         | cruz                   | kors                                  |
| marumero                       | 木瓜 or マルメロ               | marmelo                      | marmelo                | kvitten                               |
| meriyasu                       | メリヤス・莫大小・目利安       | meias                        | meias                  | typ av tyg som används inom stickning |
| miira                          | ミイラ・木乃伊                 | mirra                        | mirra                  | mumie                                 |
| oranda                         | オランダ・和蘭(陀)・阿蘭陀     | Hollanda                     | Holanda                | Nederländerna, Holland                |
| pan                            | パン・麺麭・麪包               | pão                          | pão                    | bröd                                  |
| rasha                          | 羅紗                           | raxa                         | feltro                 | typ av vävd ulltyg                    |
| rozario                        | ロザリオ                       | rosario                      | rosário                | rosenkransen                          |
| sabato                         | サバト                         | sábado                       | sábado                 | sabbat                                |
| sarasa                         | 更紗                           | saraça                       | sarja                  | chintz                                |
| shabon                         | シャボン                       | sabão                        | sabão                  | tvål                                  |
| shabondama                     | シャボン玉                     | sabão + 玉 (dama = bola)     | bola de sabão          | tvålbubblor                           |
| shōro                          | ショーロ                       | choro                        | choro                  |                                       |
| shurasuko                      | シュラスコ                     | churrasco                    | churrasco              |                                       |
| subeta                         | すべた ・ スベタ               | espada                       | espada                 | nedsättande ord för kvinnor           |
| tabako                         | 煙草・莨 ・ たばこ ・ タバコ   | tabaco                       | tabaco                 | tobak                                 |
| tempura                        | 天麩羅・天婦羅                 | Têmporas                     | Têmporas               | tempura (friterad maträtt)            |
| zabon                          | 朱欒・香欒                     | zamboa                       | zamboa                 | pompelmus                             |

## Källhänvisningar
1. ↑  "Nagasaki". NE.se. Läst 13 juli 2014.